# Metaphareus punctatus
Metaphareus punctatus is een hooiwagen uit de familie Stygnidae.